# Fußball-Oberliga Südwest 1988/89
Die Oberliga Südwest 1988/89 war die elfte Spielzeit der drittklassigen Oberliga.
Der Aufsteiger SV Edenkoben wurde Meister und qualifizierte sich für die Aufstiegsrunde zur 2. Bundesliga, in der man in der Südgruppe mit nur einem Sieg und einem Unentschieden den Aufstieg jedoch klar verpasste. An der deutschen Amateurmeisterschafts-Endrunde nahm wie im Vorjahr Eintracht Trier teil, die nach Elfmeterschießen gegen die SpVgg Bad Homburg ihren Erfolg vom Vorjahr wiederholen konnte und Deutscher Amateurmeister wurde.
Da der in der vorangegangenen Saison in die 2. Bundesliga aufgestiegene 1. FSV Mainz 05 postwendend wieder in die Oberliga abstieg, gab es vier Abstiegsplätze. Dementsprechend mussten die Vereine SpVgg EGC Wirges, der VfB Wissen, der SV Rot-Weiß Hasborn-Dautweiler und der SV Viktoria Herxheim in die Verbandsligen absteigen. Im Gegenzug stiegen zur Folgesaison die FSG Schiffweiler (Saar), der SV Geinsheim (Südwest) und der TuS Mayen (Rheinland) als jeweiliger Verbandsligameister auf. Die Saison geht als eine der denkwürdigsten in die Geschichte der Oberliga Südwest ein. Mit dem ambitionierten SV Edenkoben wurde ein Aufsteiger Meister, dessen Siegeszug erst in der Aufstiegsrunde zur 2. Bundesliga gestoppt wurde. Der Abstiegskampf war an Spannung nicht zu überbieten und wurde erst am letzten Spieltag entschieden, wobei darin sage und schreibe 11 Mannschaften verwickelt waren. Die achtplatzierte Borussia aus Neunkirchen trennte am Ende nur ein Punkt von Abstiegsplatz 15. Zwischen dem SV Leiwen und der SpVgg EGC Wirges entschied bei Punktgleichheit und gleicher Tordifferenz am Ende gar die Zahl der geschossenen Tore über Klassenerhalt oder Abstieg.

## Abschlusstabelle
| Pl. | Verein                      | Sp. | S  | U  | N  | Tore    | Diff. | Punkte |
| --- | --------------------------- | --- | -- | -- | -- | ------- | ----- | ------ |
| 1.  | SV Edenkoben (N)            | 34  | 23 | 10 | 1  | 076:240 | +52   | 56:12  |
| 2.  | Eintracht Trier             | 34  | 22 | 8  | 4  | 083:310 | +52   | 52:16  |
| 3.  | Wormatia Worms              | 34  | 20 | 7  | 7  | 061:370 | +24   | 47:21  |
| 4.  | FK Pirmasens                | 34  | 18 | 7  | 9  | 065:420 | +23   | 43:25  |
| 5.  | FSV Salmrohr                | 34  | 15 | 9  | 10 | 056:410 | +15   | 39:29  |
| 6.  | VfL Hamm                    | 34  | 12 | 15 | 7  | 054:440 | +10   | 39:29  |
| 7.  | Südwest Ludwigshafen        | 34  | 14 | 8  | 12 | 058:630 | −5    | 36:32  |
| 8.  | Borussia Neunkirchen        | 34  | 10 | 9  | 15 | 052:550 | −3    | 29:39  |
| 9.  | 1. FC Kaiserslautern Am.    | 34  | 9  | 11 | 14 | 038:410 | −3    | 29:39  |
| 10. | Hassia Bingen               | 34  | 9  | 11 | 14 | 050:550 | −5    | 29:39  |
| 11. | 1. FC Saarbrücken Am. (N)   | 34  | 10 | 9  | 15 | 041:500 | −9    | 29:39  |
| 12. | SC Birkenfeld               | 34  | 8  | 13 | 13 | 040:490 | −9    | 29:39  |
| 13. | FSV Saarwellingen           | 34  | 10 | 9  | 15 | 034:570 | −23   | 29:39  |
| 14. | SV Leiwen                   | 34  | 8  | 12 | 14 | 047:600 | −13   | 28:40  |
| 15. | SpVgg EGC Wirges            | 34  | 7  | 14 | 13 | 033:460 | −13   | 28:40  |
| 16. | VfB Wissen (N)              | 34  | 9  | 10 | 15 | 034:540 | −20   | 28:40  |
| 17. | Rot-Weiß Hasborn-Dautweiler | 34  | 7  | 11 | 16 | 034:580 | −24   | 25:43  |
| 18. | SV Viktoria Herxheim        | 34  | 5  | 7  | 22 | 028:770 | −49   | 17:51  |

| (N) | Aufsteiger aus den Verbandsligen 1987/88 |